# Parafia Świętych Stanisława i Mikołaja w Malanowie
Parafia św. Stanisława Biskupa Męczennika i św. Mikołaja Biskupa w Malanowie – rzymskokatolicka parafia z siedzibą w Malanowie, położona w zachodniej części powiatu tureckiego, swoim zasięgiem prawie w całości pokrywa się z terenem gminy Malanów. Administracyjnie należy do diecezji włocławskiej (dekanat turecki).

## Zasięg parafii
Do parafii należy około 5500 wiernych z następujących miejscowości: Celestyny, Dziadowice, Dziadowice-Folwark, Feliksów, Grąbków, Kotwasice, Malanów, Miłaczew, Kolonia Miłaczew, Miłaczewek, Rachowa, Targówka oraz Żdżenice.
Proboszczowie:
- ks. prałat Stanisław Płaszczyk (od 1 lipca 1988 roku do 30 czerwca 2024)
- ks. mgr lic. Tomasz Kalinowski (od 1 lipca 2024)[1]